# Sandra Wassermann

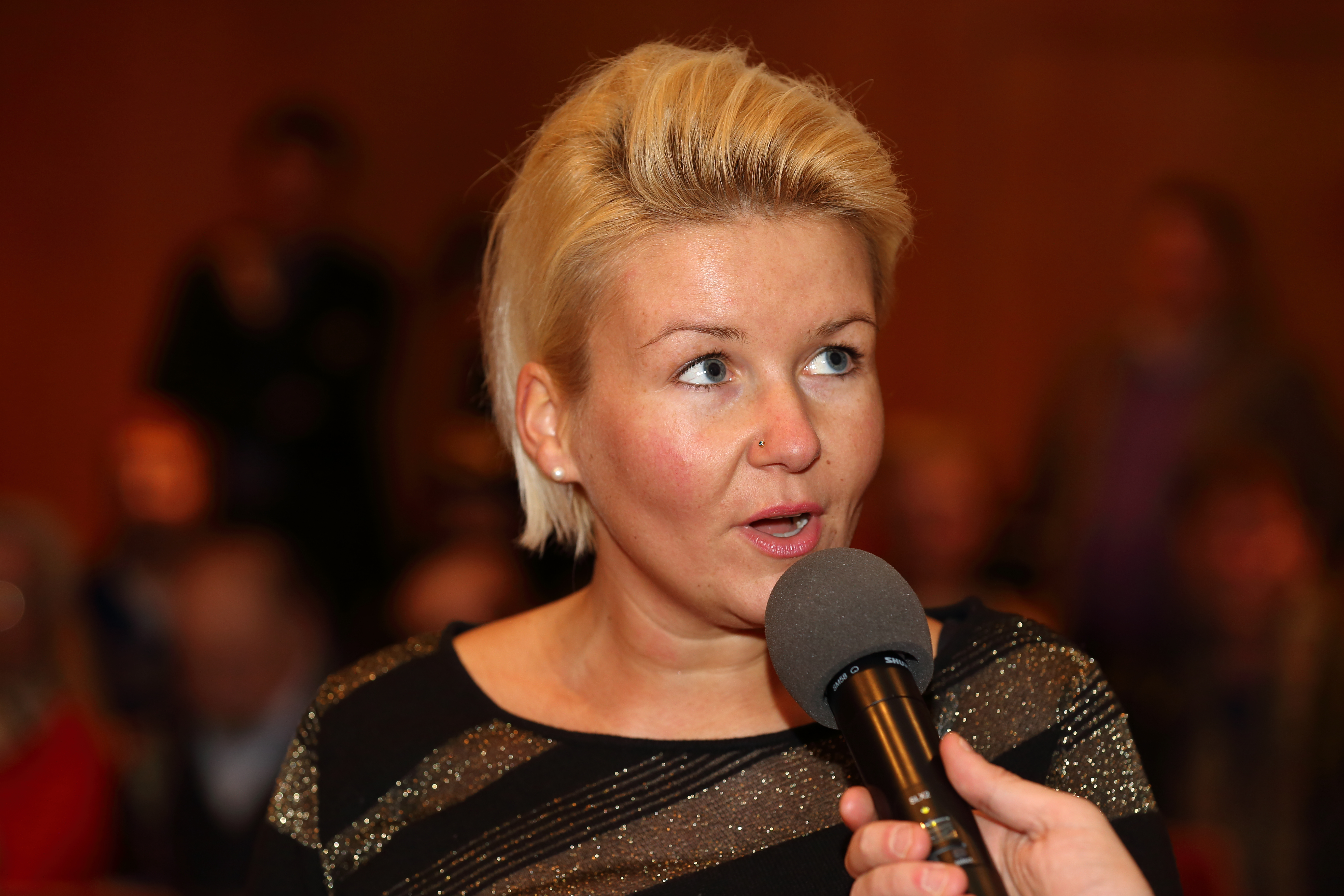
Sandra Wassermann (2015)

Sandra Wassermann (* 25. November 1984 in Klagenfurt) ist eine österreichische Politikerin der Freiheitlichen Partei Österreichs (FPÖ). Vom 9. November 2017 bis zum 22. Oktober 2019 war sie Abgeordnete zum österreichischen Nationalrat.

## Leben

### Ausbildung und Beruf
Sandra Wassermann absolvierte nach der Volks- und Hauptschule in Klagenfurt eine Lehre zur Bürokauffrau. Anschließend war sie als Angestellte tätig, von 2009 bis 2013 war sie Referentin des damaligen Bürgermeisters von Klagenfurt am Wörthersee, Christian Scheider. 2012 gründete sie ihr eigenes Unternehmen. Im Oktober 2014 begann sie ein berufsbegleitendes Bachelorstudium im Business Management an der Fachhochschule Villach.

### Politik
Seit 2001 ist sie Mitglied des Bezirksparteivorstandes der FPÖ Klagenfurt, von 2013 bis 2016 war sie Landesparteiobmann-Stellvertreterin der FPÖ Kärnten, von 2014 bis 2016 fungierte sie außerdem als Bezirksparteiobmann-Stellvertreterin der FPÖ Klagenfurt. Seit 2009 gehört sie dem Gemeinderat der Stadt Klagenfurt an. 
Bei der Nationalratswahl 2017 kandidierte sie im Landeswahlkreis Kärnten, am 9. November 2017 wurde sie als Abgeordnete zum österreichischen Nationalrat angelobt. In der XXVI. Gesetzgebungsperiode war sie Mitglied im Gleichbehandlungsausschuss, im Tourismusausschuss, im Ausschuss für Menschenrechte und im Unvereinbarkeitsausschuss. Im Juli 2019 folgte sie Walter Rosenkranz als Kultursprecherin im Freiheitlichen Parlamentsklub nach.
Bei der Landtagswahl in Kärnten 2018 kandidierte sie auf dem zehnten Platz der Landesliste. 2019 kandidierte sie bei der Nationalratswahl auf dem vierten Listenplatz der Kärntner FPÖ-Landesliste, erreichte jedoch kein Mandat und schied aus dem Nationalrat aus. 
Nach Christian Scheiders Austritt aus der FPÖ übernahm sie dessen Position im Klagenfurter Stadtsenat mit den Referaten Friedhöfe, Straßenbau und Verkehr. Am 2. Oktober 2021 wurde sie zur Landesparteiobmann-Stellvertreterin der FPÖ Kärnten gewählt, Landesparteiobmann wurde Erwin Angerer.

## Auszeichnungen
- 2024: Militär-Anerkennungsmedaille für ihr Engagement in der katholischen Kirche, verliehen von Militärdekan Christian Thomas Rachlé[10]